# Lars Wahlberg
Lars Wahlberg, född 1724, död 31 december 1776 i Växjö stadsförsamling, Kronobergs län, var en svensk orgelbyggare i Vimmerby, lärjunge till Jonas Wistenius.
Lars Wahlberg var i början av 1740-talet elev hos Jonas Wistenius i Linköping. I början av 1750-talet blev han Wistenius första gesäll. Vid mitten av 1750-talet öppnade han tillsammans med lärokamraten Anders Wollander egen verkstad i Vimmerby men privilegierades först 1771 med befrielse från examination. Han avled 1776 i Växjö. 
Under åren 1751-1776 byggde han omkring 15 orglar, flera jämförelsevis stora. Bäst bevarat är det välklingande verket i Loftahammars kyrka men även orgeln i Bringetofta kyrka är numera restaurerad och rekonstruerad till ursprungligt skick. Välproportionerade fasader av Wahlberg och Wollander finns i Hallingebergs kyrka och Karlskrona Fredrikskyrka. Sitt största bygge fick Wahlberg aldrig se i färdigt skick; han avled nämligen under arbetet med orgeln till Växjö domkyrka. Det blev i stället stockholmsmästaren Olof Schwan som färdigställde verket. Detta orgelverk såldes 1885 till Slätthögs församling; lyckligtvis lämnades Wahlbergs ståtliga fasad kvar i Växjö och bakom denna rekonstruerades 2002 det wahlberg-schwanska verket. (Tanken var att försöka friköpa slätthögsmaterialet men sockenborna ville behålla sin orgel.)
När domkyrkoorgeln i Växjö var klar anställdes kompanjonen Anders Wollander hos Pehr Schiörlin och andra orgelbyggare samt var även verksam som reparatör. Liksom Wahlberg hade han 1771 ansökt om privilegium utan examination av Kungliga Musikaliska Akademien, vilket emellertid avslagits. Några självständiga arbeten av Anders Wolander är ej kända.

## Biografi
Wahlberg var gesäll hos Jonas Wistenius från 1744 fram till åtminstone 1748.
1755 bosatte de sig Wahlberg på Ljungby prästgård i Ljungby. Han bodde där hos prosten Montelius tillsammans med sina två gesäller Norling och Wollander.
Wahlberg flyttade 1757 till Norra kvarteret 250 i Kalmar och bodde där hos stadskantor Lars Wittenberg. 1759 bosatte han sig på Östra kvarteret 102 i staden. 1767 flyttad företaget tillsammans med Anders Wollander på Norra kvarteret 5 i Vimmerby. Han flyttade 1770 till Brokvarteret 7 i Skänninge. 1774 flyttade han till  Växjö.

## Gesäller
- 1755–1761 - Anders Wollander. Han var gesäll hos Wahlberg.[5][3][4]
- 1755–1761 - Petter Norling (1725–1767).[21] Han var gesäll hos Wahlberg.[5][3][4] Han blev 1761 snickarmästare och gifte sig samma år med Maria Christina Kiöthe.[22]
- 1762 Anders och Oluf
- 1763 Anders, Petter och Christian
- 1764 3 gesäller
- 1767–1768 - Adolf Fredrik Kellberg (född 1747). Han var gesäll hos Wahlberg.
- 1768–1774 - Peter Dahlström (född 1744). Han var orgelbyggargesäll hos Wahlberg.
- 1768–1770 - Jonas Almgren (1736–1783).[23] Han var orgelbyggargesäll hos Wahlberg. Almgren blev 1770 klockare i Fagerhults församling.[24]
- 1767–1773 - Bengt Brask, född 1739, död 16 mars 1787 i Skänninge. Snickargesäll och senare snickarmästare.[25]
- 1767–1774 - Anders Wollander.
- 1774 - Magnus Lönqvist.

## Orglar
| År              | Ursprunglig kyrka         | Stift      | Bild | Manualer | Pedal        | Stämmor | Bevarad orgel/fasad | Övrigt |
| --------------- | ------------------------- | ---------- | ---- | -------- | ------------ | ------- | ------------------- | --- |
| 1751 eller 1754 | Ryssby kyrka, Kalmar län  | Kalmar     |      | 1        |              | 11      | Nej/Nej             | En ny orgel byggdes 1905 av E A Setterquist & Son, Örebro. |
| 1756            | Ljungby kyrka, Kalmar län | Kalmar     |      |          |              |         | Nej/Nej             | Orgeln förstördes i en brand 1758. En ny orgel byggdes 1802 av Pehr Schiörlin, Linköping. |
| 1759            | Persnäs kyrka             | Kalmar     |      | 1        |              | 8       | Nej/Ja              | 1917 byggdes en ny orgel av Olof Hammarberg, Göteborg. |
| 1759            | Kalmar domkyrka           | Kalmar     |      | 1        | Självständig | 22      | Nej/Ja              | Orgeln kostade 4000 daler silvermynt. Den hade 4 bälgar. Orgeln hade samma struktur som Slottskyrkans orgel. 1838 byggdes orgeln om av Pehr Zacharias Strand, Stockholm. Orgeln flyttades 1883 till Vissefjärda kyrka. 1971 renoverades den av Künkels Orgelverkstad AB, Lund. orgeln fick då mekanisk registratur. |
| 1759            | Virserums kyrka           | Linköpings |      | 1        | Bihängd      | 10      |                     | Byggdes tillsammans med Anders Wollander. En ny orgel byggdes 1882 av Carl August Johansson, Hovmantorp. |
| 1761            | Hallingebergs kyrka       | Linköpings |      | 1        | Bihängd      | 12      | Nej/Ja              | Byggdes tillsammans med Anders Wollander. Orgeln kostade 4500 daler och hade 2 bälgar. En ny orgel byggdes 1915 av E A Setterquist & Son, Örebro. Fasaden med ljudande fasadpipor är från 1760. |
| 1762            | Mörlunda kyrka            | Linköpings |      | 1        | Bihängd      | 8       | Nej/Nej             | Byggdes tillsammans med Anders Wollander. Orgelläktaren byggdes av snickarmästaren Norling. Orgeln approberades av organisten Johan Miklin i Linköping. 1843 byggdes en ny orgel av August Rosenborg, Vadstena. |
| 1764            | Fredrikskyrkan            | Lunds      |      | 2        | Självständig | 33      | Nej/Ja              | Orgeln hade 6 bälgar. En ny orgel byggdes 1905 av Åkerman & Lund, Sundbybergs köping. Wahlberg orgel rekonstruerades i Fredrikskyrkan 1987 av Grönlunds Orgelbyggeri AB, Gammelstad. Fasaden är från 1764. |
| 1767            | Horns kyrka, Östergötland | Linköpings |      | 1        | Bihängd      | 10      | Nej/Ja              | Orgeln hade två bälgar. 1925 byggdes en ny orgel av Olof Hammarberg, Göteborg. |
| 1767            | Loftahammars kyrka        | Linköpings |      | 1        | Bihängd      | 10      | Ja/Ja               | Orgeln byggdes tillsammans med Anders Wollander. Orgeln kostade 5000 daler. 1874 omändrades orgeln av Anders Peter Kullbom Då en självständig pedal tillbyggdes med borduna 16' och basun 16'. |
| 1769            | Vimmerby kyrka            | Linköpings |      | 1        | Självständig | 20      | Nej/Ja              | Orgeln kostade 7000 daler silvermynt. Orgeln hade 4 bälgar. En ny orgel byggdes 1904 av E A Setterquist & Son, Örebro. Ryggpositivets fasad är från 1956. Huvudfasaden med ljudande pipor är från 1769. |
| 1772            | Vårfrukyrkan              | Linköpings |      | 1        | Självständig | 21      | Nej/Ja              | Orgeln byggdes om 1876 av Sven Nordström och Erik Nordström. En ny orgel 1939 av Marcussen & Søn, Aabenraa, Danmark. Ryggpositivets fasad är från 1939. Orgelns huvudfasad förändrades något 1939. |
| 1773            | Fagerhults kyrka          | Kalmar     |      |          |              | 8       | Nej/Nej             | Orgelverket approberades av organisten Hagström. En ny orgel byggdes 1897 av Åkerman & Lund, Sundbybergs köping. |
| 1775            | Bringetofta kyrka         | Växjö      |      | 1        |              | 10      | Ja/Ja               | Orgeln omändrades 1886 av Erik Nordström och hade då 9 1⁄2 stämmor. Den nuvarande orgeln byggdes 1937 av Olof Hammarberg, Göteborg. Nordströms orgel ingår i den nuvarande. Fasaden är från 1775. |
| 1776–1779       | Växjö domkyrka            | Växjö      |      | 2        | Självständig | 33/34   | Ja/Ja               | Orgeln fullbordad av Olof Schwan, Stockholm. Orgeln flyttades 1885 till Slätthögs kyrka. 1937 omändrades orgeln av Olof Hammarberg, Göteborg. Fasaden med ljudande fasadpipor finns bevarade i domkyrkan. Wahlbergs orgel rekonstruerades i Växjö domkyrka 2002.                                                    |

### Reparationer och ombyggnationer
| År | Ursprunglig kyrka | Stift      | Bild | Manualer | Pedal        | Stämmor | Bevarad orgel/fasad | Övrigt |
| -- | ----------------- | ---------- | ---- | -------- | ------------ | ------- | ------------------- | --- |
|    | Frödinge kyrka    | Linköpings |      |          |              | 10      |                     | Wahlberg reparerade en orgel i kyrkan. Den såldes till Frödinge kyrka 1769 för 1500 daler.                |
|    | Eksjö kyrka       | Linköpings |      | 1        | Självständig | 18      |                     | Orgeln reparerades av Anders Wollander och Wahlberg. Orgeln var byggd 1759 av Jonas Wistenius, Linköping. |